# Bibbiano (Buonconvento)
Bibbiano (già Bibbiano Guiglieschi) è una frazione del comune italiano di Buonconvento, nella provincia di Siena, in Toscana.

## Storia
Il toponimo Bibbiano deve il suo nome, per derivazione, dal termine "bibbio" (lat. bibianum), altro nome del fischione, un uccello acquatico che proliferava in queste zone.
Si hanno notizie di Bibbiano già nel IX secolo, quando i conti Guinigi (o Wuinigi) fecero qui edificare un importante fortilizio. Il borgo appartenne alla famiglia Guiglieschi – e pertanto era noto anche come Bibbiano Guiglieschi –  fino al 1051, quando venne donato da Arrigo III all'abbazia di Sant'Antimo. Su di un omonimo Bibbiano, prossimo al Palazzo Massaini, vicino Pienza, ebbero signoria i conti Cacciaconti, prima che questi lo cedettero alla Repubblica di Siena nel 1197.
In una bolla del 10 marzo 1390 di papa Bonifacio IX, si legge di una lite tra il rettore della chiesa parrocchiale di Bibbiano e l'abate del monastero vallombrosano di Badia Ardenga: il rettore bibbianese lamentava ingenti danni recati dall'abate ai beni della chiesa di Bibbiano, tant'è che il pontefice incaricò il canonico senese Vinciguerra Saracino di compiere indagini per redimere la questione.
A partire dal XIV secolo, ebbero signoria su Bibbiano i Bichi, i Petrucci, i Borghese, i Chigi e i Malavolti.
Bibbiano contava 360 abitanti nel 1833.

## Monumenti e luoghi d'interesse

### Architetture religiose
La chiesa di San Lorenzo è la chiesa parrocchiale della frazione. Ricordata sin dal periodo medievale, è stata però ricostruita completamente nel 1822. Conservava all'interno pregevoli opere pittoriche rinascimentali e barocche (Brescianino, Francesco Vanni, Ventura Salimbeni) che sono state spostate al Museo di arte sacra della Val d'Arbia di Buonconvento.
Poco distante dal centro del borgo, presso il nucleo di Segalari, si trova invece la cappella di Sant'Antonio, piccolo edificio di culto di origini medievali, con semplice e spoglia facciata a capanna, che conserva tuttavia ancora tracce di decorazioni pittoriche del XV secolo.

### Castello di Bibbiano
Storico nucleo castellano alto-medievale della frazione di Bibbiano, il castello fu dichiarato monumento nazionale nel 1922. La struttura fortificata è cinta su tre lati da un fossato con ponticello in muratura e parziale camminamento per la ronda. All'interno si trova un cortile ad anello, con al centro il mastio, collegato alle mura da un passaggio ad arco che scavalca la radura interna. Sull'arco un camminamento retto da mensole porta a una delle due originarie torrette d'angolo, con merlatura rifatta in stile, che sormonta il portale d'ingresso a nord-est. Vi si conservava, nella cappella gentilizia, un'interessante opere pittorica, una Sacra Famiglia creduta lungamente di Baldassarre Peruzzi.

## Infrastrutture e trasporti
La frazione era servita da una propria stazione ferroviaria, la stazione di Torre Bibbiano, posizionata lungo la ferrovia Grosseto-Siena che collega i due capoluoghi toscani.